# Arcangela Paladini
Arcangela Paladini, född 1599, död 1622, var en italiensk målare.
Hon var verksam i Florens, där hon var hovmålare 1616-1622. Nästan ingen av hennes målningar har bevarats, men bevarade det framgår av register att hon målade många tavlor. 